# Equijubus normani
Equijubus är ett släkte av dinosaur från äldre krita. Den var en primitiv hadrosaur, eller "anknäbbs-dinosaur" som de också kallas. Dess fossila rester hittades i nordvästra Kina.
Typarten, Equijubus normani, beskrevs av You o. a. år 2003. Fynden tyder på att den är den mest primitiva av hadrosaurierna, vilket antyder att gruppen utvecklades först i Asien innan dess spridning till Europa och Nordamerika.